# Sconser
Sconser (gaelsky Sgonnsair) je malá vesnice s důležitým přístavem na východním pobřeží ostrova Skye ve skotských Vnitřních Hebridách. Sconser, stejně jako celý ostrov Skye, přináleží v rámci Spojeného království do skotské správní oblasti Highland (ve skotské gaelštině Comhairle na Gáidhealtachd).

## Geografie
Sconser leží na jižním pobřeží zátoky Loch Sligachan v místě, kde tato zátoka ústí do průlivu Sound of Raasay (gaelsky Linne Ratharsair) mezi ostrovy Skye, Raasay a Scalpay. Na protilehlém břehu sligachanské zátoky se nachází osada Peinachorran. Sconser leží na úpatí pohoří Cuillin, respektive jeho severovýchodní části zvané Red Cuillin (Červený Cuillin). Přímo nad přístavem se zvedají severní svahy hory Glamaig (775 m n. m.), která patří mezi jediné dva tzv. corbetts na ostrově Skye, jak se ve Skotsku označují vrcholy s výškou mezi 2500 a 3000 stopami (762–914.4 m n. m.). Na těchto svazích pramení četné potoky, které se u Sconseru vlévají do Loch Sligachan. Zhruba 3 kilometry vzdušnou čarou směrem na jih od Sconseru se tyčí další vrchol Red Cuillin, 731 metrů vysoký Beinn Dearg Mhor. Na protějším břehu Loch Sligachan je nejvyšším vrcholem Ben Lee (444 m n. m.) Východně od přístavu Sconser se na pobřeží nachází Isle of Skye Golf Club s devítijamkovým golfovým hřištěm.

## Doprava
Sconeserem prochází hlavní páteřní silnice ostrova Skye A87, která vede z Uigu na severu přes správní středisko Portree do Broadfordu a Kyleakinu, odkud po mostě Skye Bridge pokračuje dále do skotského Invergarry, kde se napojuje na silnici A82 Fort William – Inverness. Ve Sconseru je také zastávka dálkových autobusů Portree – Inverness.
Z přístavu ve Sconseru vyplouvají pravidelné lodní spoje společnosti Caledonian MacBrayne do Inverarishe, největšího sídla na ostrově Raasay. Každý den s výjimkou neděle je na této trase zajišťováno deset spojů, plavba přes úžinu trvá 25 minut.

## Osobnosti
Ve Sconseru se v roce 1856 narodil John MacKenzie, gaelsky mluvící skotský horolezec a první profesionální horský vůdce v pohoří Cuillin. John MacKenzie, stejně jako jeho horolezecký druh, anglický vědec a amatérský horolezec John Norman Collie, je pohřben na hřbitově v osadě Bracadale u Struanu na západním pobřeží Skye. Oběma horolezcům byl v září roku 2020 postaven pomník ve Sligachanu nedaleko Sconseru.

## Galerie

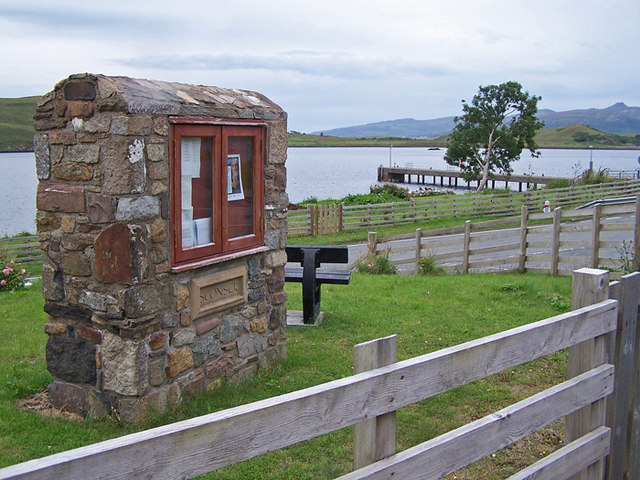
Vývěsní skřínka s místními informacemi
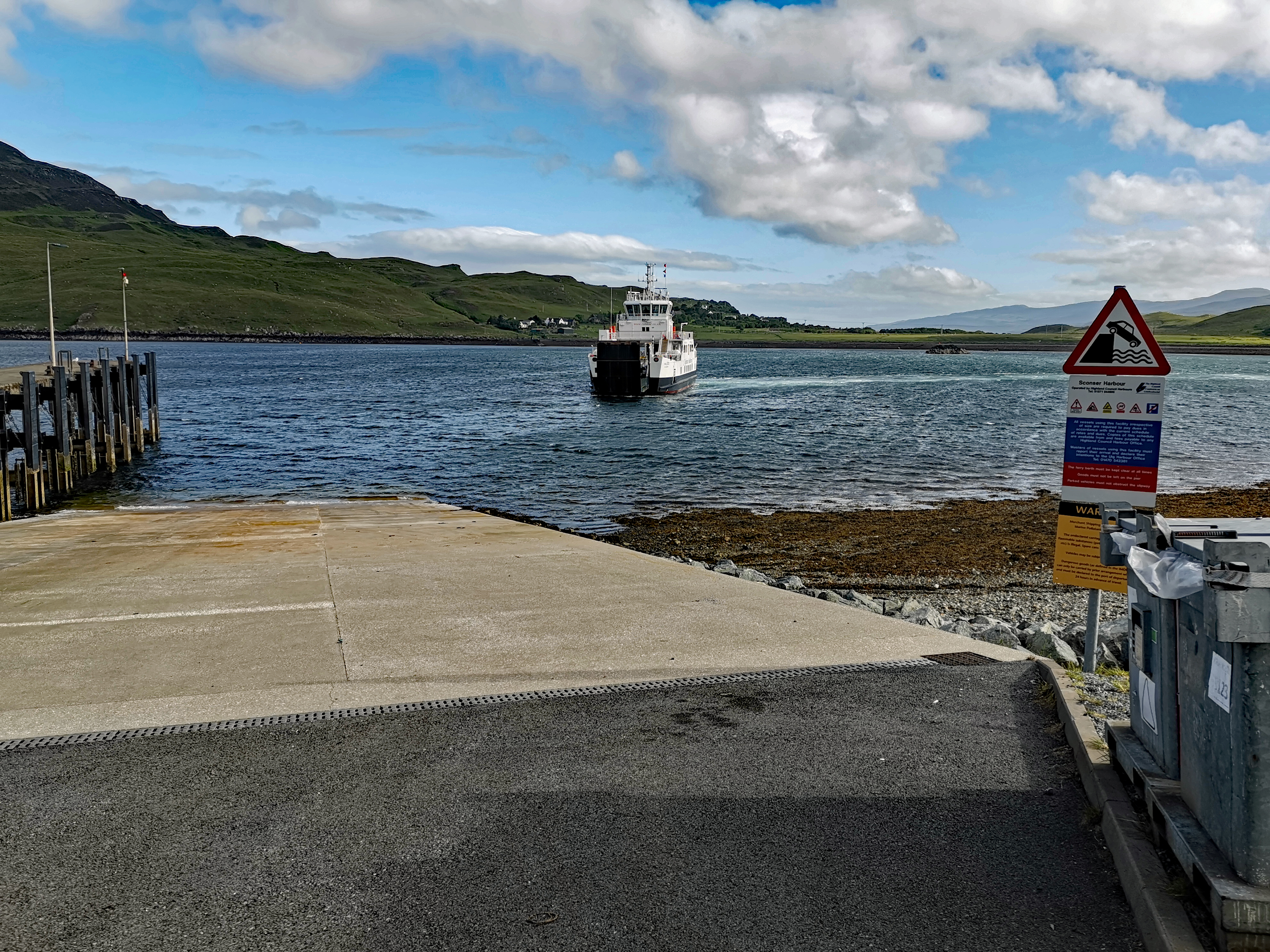
Trajekt MV Hallaig připlouvá z Raasay
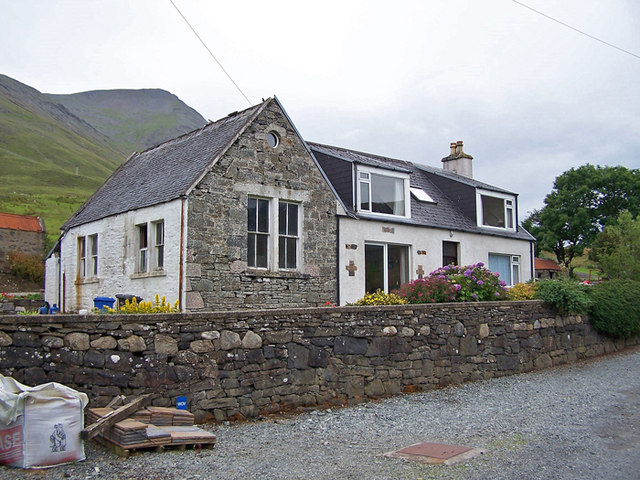
Budova staré školy po přestavbě
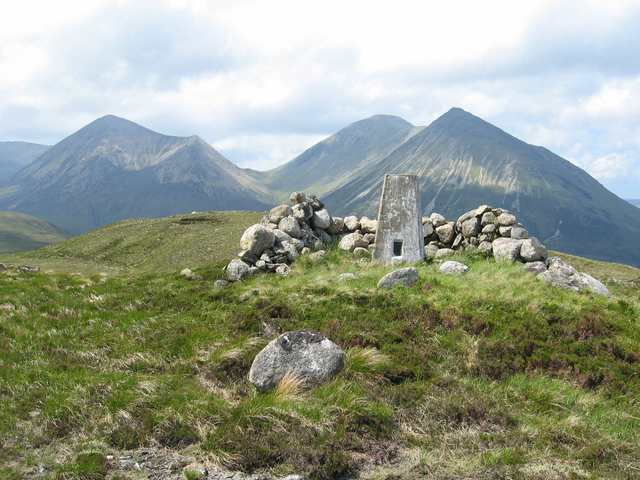
Pohled z vrcholu Meall a' Mhaoil na Beinn Dearg Mhor a Glamaig
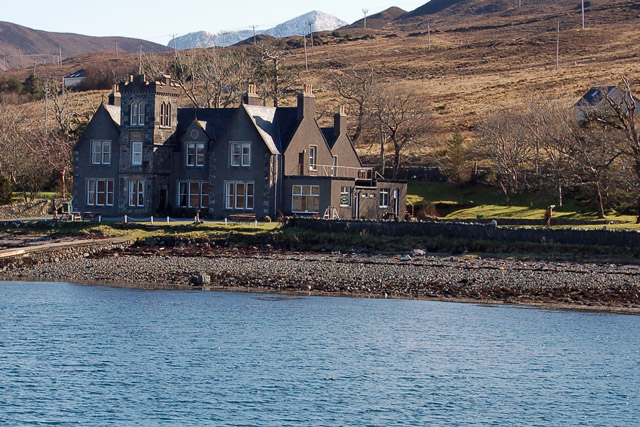
Sconser Lodge Hotel
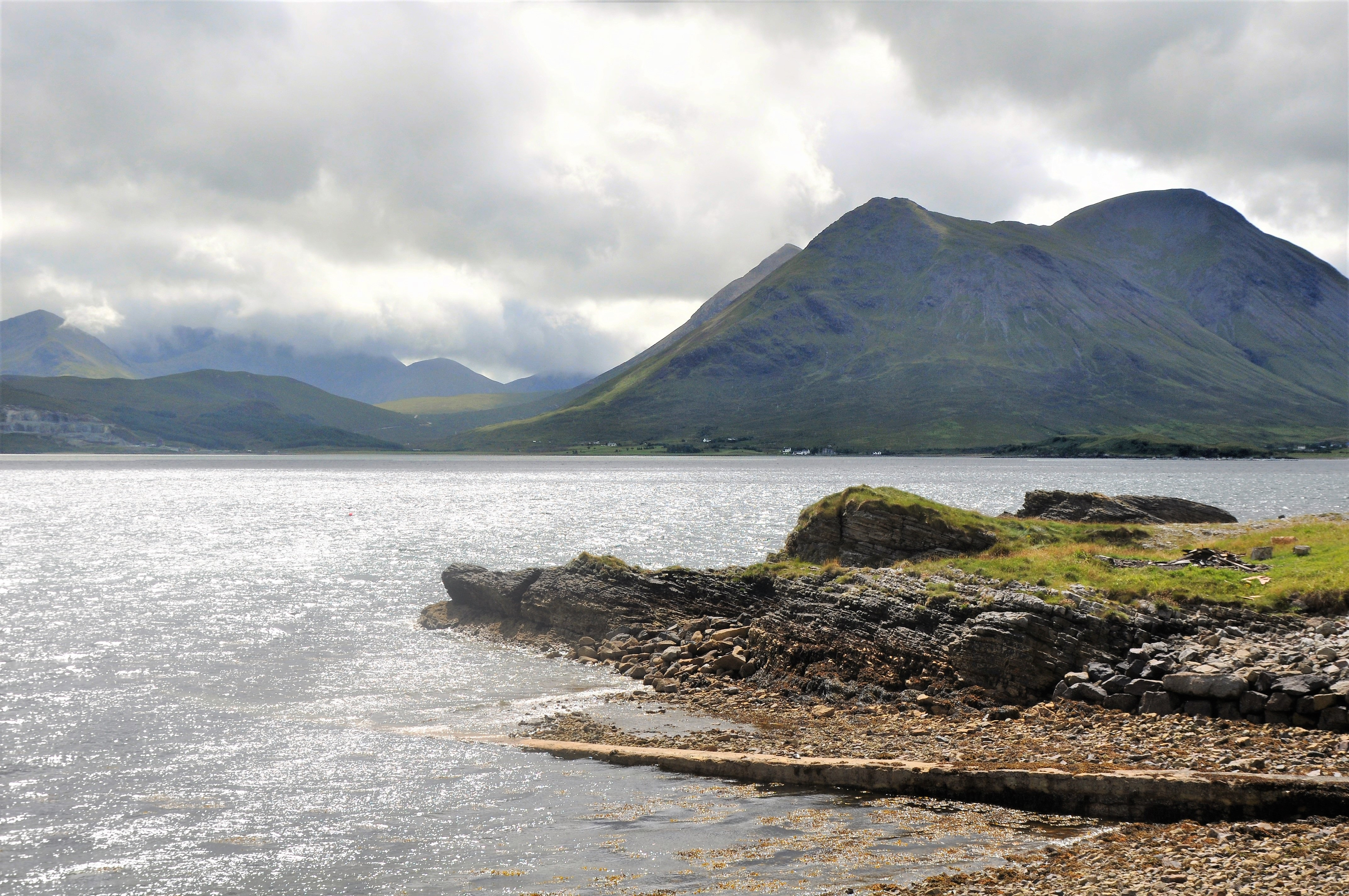
Pohled z Raasay na horu Glamaig s přístavem Sconser